# Tscherskigebirge (Nordostsibirien)
Das Tscherskigebirge (russisch Хребет Черского, wiss. Transliteration Chrebet Čerskogo; auch Cerski-Gebirge) ist ein bis 3003 m hohes Hochgebirge im Nordosten von Sibirien im asiatischen Teil Russlands. Es wurde nach dem Vorschlag Sergei Obrutschews 1926 nach dem polnisch-russischen Entdecker Iwan Tscherski (Jan Czerski, 1845–1892) benannt. Es sollte nicht mit dem gleichnamigen Tscherskigebirge in der Region Transbaikalien verwechselt werden. Ein Gipfel des Tscherskigebirges wurde nach Tscherskis Frau Mawra Tscherskaja benannt.

## Geographie
Das Tscherskigebirge ist vom Fluss Lena, der in seinem Mittel- und Unterlauf die Mitteljakutische Niederung durchfließt, und von Jakutsk rund 700 km in nordöstlicher Richtung entfernt.
Nördlich und südlich des Polarkreises und in der Mitte Ostsibiriens liegend, grenzt das Tscherskigebirge als Teil des Ostsibirischen Berglands im Norden an die Laptewsee. Im Nordosten befindet sich das Jana-Indigirka-Tiefland (Westteil des Ostsibirischen Tieflands) und im Osten grenzt es an das Momagebirge. Im Südosten fällt es nach und nach zum Ochotskischen Meer ab: die südlichen Ausläufer des Tscherskigebirges, zu denen die Balogotschankette mit dem 2286 m hohen Pik Aborigen gehört, reichen bis knapp vor Magadan. Im Südwesten geht das Gebirge über das Hochland von Oimjakon und im Nordwesten über das Jana-Tal und dem jenseits davon gelegenen Kulargebirge in das Werchojansker Gebirge über.
Administrativ gehört das Territorium des Gebirges fast ausschließlich zur Republik Sacha (Jakutien); nur die südlichen Ausläufer erreichen die Oblast Magadan.

### Ausdehnung
Das knapp 1000 km lange Tscherskigebirge verläuft in etwa parallel zum etwa 500 bis 600 km weiter westlich liegenden Werchojansker Gebirge; wenn man die südöstlichen Ausläufer, die bis fast an das Ochotskische Meer reichen, noch dazu zählt, ist es sogar über 1200 km lang. 

### Höchster Berg und größte Flüsse
Das Tscherskigebirge erreicht mit der Pobeda (etwa 180 km nordöstlich der Stadt Ust-Nera) 3003 m Höhe. Es trennt die Einzugsgebiete von Lena und Kolyma, die beide in das Nordpolarmeer münden. Das Gebirge wird von der Indigirka durchflossen.

## Goldgewinnung
Im Tscherskigebirge wurde und wird beiderseits der Kolyma nach Gold geschürft – über und unter Tage. Dies geschah früher auch in Straflagern (siehe hierzu Goldgewinnung in Straflagern).